# 山本文男 (政治家)
山本 文男（やまもと ふみお、1926年1月15日 - 2016年8月24日）は、日本の政治家。
福岡県添田町長（第4代）、添田町議会議員（2期）、全国町村会会長を務めた。

## 経歴
福岡県生まれ。炭鉱や病院での勤務を経て、1963年に添田町の町議会議員となり、1967年に町議会議長となった。1971年の町長選挙で初当選し、以降、2010年に10期目の途中で辞任するまで40年間にわたり町長を務め、その間の連続10選のうち6回は無投票当選であった。1999年には全国町村会長となり、こちらも2010年までその任にあった。この間、全国鉱業市町村連合会会長、福岡県町村会長、福岡県介護保険広域連合長、地方制度調査会委員、福岡県国民健康保険団体連合会理事長、総務省顧問など多数の役職を歴任した。
町長時代の山本は田中六助の後援会長となり、密接な関係を築いており、田中の急逝直後には後継者として名が挙がるなどしたが、山本は「いまさら、陣笠議員なんかできるか」と繰り返し公言して、国政への進出は目指さず、町長職に永く留まった。かつて炭鉱で働いていた頃の同僚でもあった、添田町出身の村上正邦(三崎炭鉱組合長時代に村上が給仕をしていた)とも関係が深く、全国町村会長への就任には村上の支援があったとされている。

### 贈賄事件による逮捕とその後の展開
2010年2月2日、山本は会長を務めていた福岡県町村会を舞台とする贈賄事件の嫌疑により、福岡県警に逮捕された。容疑は、2007年の福岡県後期高齢者医療広域連合の設立に際し、町村会に有利な扱いをするよう、当時の福岡県副知事中島孝之に100万円を贈ったというものであった。
3月8日、山本は起訴を受けて福岡県町村会長を辞任し、自動的に全国町村会長も辞任する形となった。
4月からは町長の解職を問う住民投票の実施を求めるリコール運動が始まり、5月には有権者の3分の1を超える署名が集まったとされた。このリコール運動の最中に、山本の後援会は、町内のおよそ4,000世帯にリコールに反対するビラを郵送したが、これをめぐって住民基本台帳のデータが流出したのではないかとする疑惑が浮上し、後援会関係者が町議会百条委員会において証言を拒むといった混乱も起きた。
山本は、6月15日の時点で辞任をほのめかしたことが報じられたが、7月5日に至って町長の辞職願を提出し、リコール投票の実施を阻んだ。山本は、8月22日投票となった出直し町長選挙に出馬したが、前副町長に敗れ、落選した。
2010年10月20日の福岡地方裁判所の判決は、収賄側の前副知事、贈賄側の山本と前町村会事務局長をいずれも執行猶予付きの有罪とし、控訴した者がなかったためにこの判決が確定した。
2010年11月までに、山本はすべての公職を辞職した。
2016年、死去。

## 胸像
山本の胸像は、その功績をたたえて2004年に複数設置されていた。しかしながら事件を受け、添田町の町営の音楽施設「オークホール」に、住民有志の寄付により設置されていたブロンズ胸像は、2010年11月に撤去され、また、福岡市博多区の福岡県自治会館に置かれた胸像は、2011年はじめに撤去された。現在、これら山本の胸像は2010年まで山本が理事長をしていた、添田町の英彦山病院に置かれている。